# Els Pregons Petits
Els Pregons Petits, també anomenada els Peregons Petits, és un petit arenal del terme de Campos, a Mallorca situat entre la punta de sa Llova i la platja d'es Peregons Grans. Té una forma semicircular formant una petita badia resguardada. És de sorra fina i té unes dimensions de 115 de llargada per 12 d'ample. Generalment es troba recoberta de restes vegetals de posidònia, fet que li resta atractiu i, per tant, tingui una ocupació baixa. Com en altres platges properes, el litoral es troba esquitxat per búnquers de la Guerra Civil.
L'accés terrestre de la platja és per a vianants, bé resseguint la costa des d'es Trenc o bé des de la Colònia de Sant Jordi, situada al terme veí de Ses Salines, a uns centenars de metres. També s'hi pot accedir fàcilment per mar, ja que les seves condicions subaquàtiques permeten l'ancoratge d'una embarcació sobre el llit de sorra.
Molt a prop de la platja, just 100 metres davant de la punta de sa Llova, s'hi troba l'illot de sa Llova, un escull emergit de reduïdes dimensions d'uns 20 metres de longitud per 10 d'amplada.
La platja és verge, i la part de rereduna forma part de la finca de ses Arenes. Les seves aigües així com la superfície terrestre inclòs l'illot de sa Llova, formen part del Parc Natural Marítimoterrestre es Trenc-Salobrar de Campos